# Gennadi Michailowitsch Frolow
Gennadi Michailowitsch Frolow (russisch Геннадий Михайлович Фролов; * 28. März 1961 in Elektrostal, Oblast Moskau, UdSSR; † 27. Januar 1990 ebenda) war ein sowjetischer Film-Schauspieler.

## Herkunft und Laufbahn
Gennadi Frolow war der Sohn von Tamara Dmitrijewna Frolowa (* 1939), die als Anstreicherin in einer Maschinenfabrik arbeitete, und des Chauffeurs Michail Iwanowitsch Frolow († 1986). Sein jüngerer Bruder Alexei (1969–2017) besuchte die Technische Universität „N. E. Baumann“ in Moskau und war später als Konstrukteur tätig. Mit dem Schauspieler und Volkskünstler Russlands Gennadi Alexejewitsch Frolow (1937–2019) war er nicht verwandt.
Nach dem Abschluss an der 3. Sekundarschule von Elektrostal im Jahr 1978 studierte Frolow am Staatlichen All-Unions-Institut für Kinematographie unter Sergei Gerassimow und Tamara Makarowa. Infolgedessen war er kurz in der 1979 produzierten Dokumentation 
ВГИК: Педагоги и студенты говорят о профессии (WGIK: Pedagogi i studenty goworjat o professii) zu sehen. Während des Studiums gab Frolow auch seine ersten Spielfilmrollen, zunächst als Artamon Browkin in В начале славных дел (W natschale slawnych del) und Peters Jugend (beide 1980) unter Gerassimows Regie. 1981 folgte in Рожденные бурей (Poschdennyje burei; Die Sturmgeborenen) die erste Hauptrolle. 1982 engagierte ihn das Gorki-Filmstudio, im November desselben Jahres wurde Frolow jedoch zur Roten Armee eingezogen. Er versah den Dienst in einer Abteilung des Nachrichtenwesens in Klimowsk und kehrte im Mai 1984 an seinen früheren Arbeitsplatz zurück.
In den kommenden Jahren war Frolow als Hauptdarsteller in Егорка (Jegorka, 1984), Auf der goldenen Treppe saßen… und Приказ (Prikas, beide 1987) zu sehen. Zu seinem Schaffen gehörten außerdem das zweiteilige Kriegsdrama Подвиг Одессы (Podwig Odessy, 1986), die Märchenfilme Am Sankt-Nimmerleinstag (1986) und Раз, два, горе - не беда! (Ras, dwa, gore – ne beda!, 1988), das musikalische Melodram Под куполом цирка (Pod kupolom zirka, 1989) sowie Dubrowski (1990) nach Alexander Puschkins gleichnamigem Roman. Des Weiteren beteiligte er sich als Synchronsprecher an der russischsprachigen Version von Kad bremzes netur (1984), eines in der LSSR produzierten Dramas, und am sowjetisch-rumänischen Animationsfilm Maria şi Mirabela în Tranzistoria (rus.: Мария, Мирабела в Транзистории, Marija, Mirabela w Transistorii, 1989).

## Privates und Tod
Gennadi Frolow galt als fröhlicher und umgänglicher Mensch, was sich auch in seinen Rollen widerspiegelte. Er hatte ein sehr gutes Verhältnis zu seiner Mutter und blieb zeitlebens ledig.
Im Januar 1990 erkrankte der junge Darsteller an einer bilateralen Lungenentzündung und kam am 27. desselben Monats mit hohem Fieber zu den Dreharbeiten. Auf Drängen seines Filmpartners Wadim Nikolajewitsch Kurkow suchte er das nächste medizinische Versorgungszentrum auf, wo man ihn jedoch an eine Klinik in seinem Wohnsitz Elektrostal verwies. Vor Ort angekommen, ging Frolow unmittelbar nach Hause und starb kurz darauf. Späteren Untersuchungen zufolge litt er außerdem an einer Meningokokken-Infektionen. Der Leichnam des Schauspielers wurde auf dem Friedhof von Kasanskoje, Grabstelle № 0192, neben seinem Vater beigesetzt.

## Filmografie (Auswahl)
- 1980: Peters Jugend (Junost Petra)
- 1981: Wassili und Wassilissa
- 1983: Sieben Zinnsoldaten (Semero soldatikow)
- 1986: Am Sankt-Nimmerleinstag (Posle doschditschka w tschetwerg)
- 1987: Auf der goldenen Treppe saßen… (Na slatom krylze sideli…)
- 1987: … und morgen war Krieg (Sawtra byla woina)
- 1990: Dubrowski